# Elektrownia Wodna Wrocław I
 Elektrownia Wodna Wrocław I (Kraftwerk) – elektrownia wodna położona we Wrocławiu na rzece Odrze, a dokładniej na jej odnodze przepływającej przez Śródmiejski Węzeł Wodny, tzw. Odrze Południowej, wchodząca w skład stopnia wodnego w odniesieniu do którego stosuje się nazwę: Mieszczański Stopień Wodny – Śródmiejski Węzeł Wodny Dolny. Położona jest na 252,45 km biegu rzeki Odry. Wybudowana została w latach 1921–1924 w miejscu istniejącego wcześniej młyna Środkowego. Wykonawcą była firma Huta Hoch und Tiefbau Akt. Gesellschaft. Przekazanie elektrowni władzom miasta nastąpiło 2 maja 1924 roku.

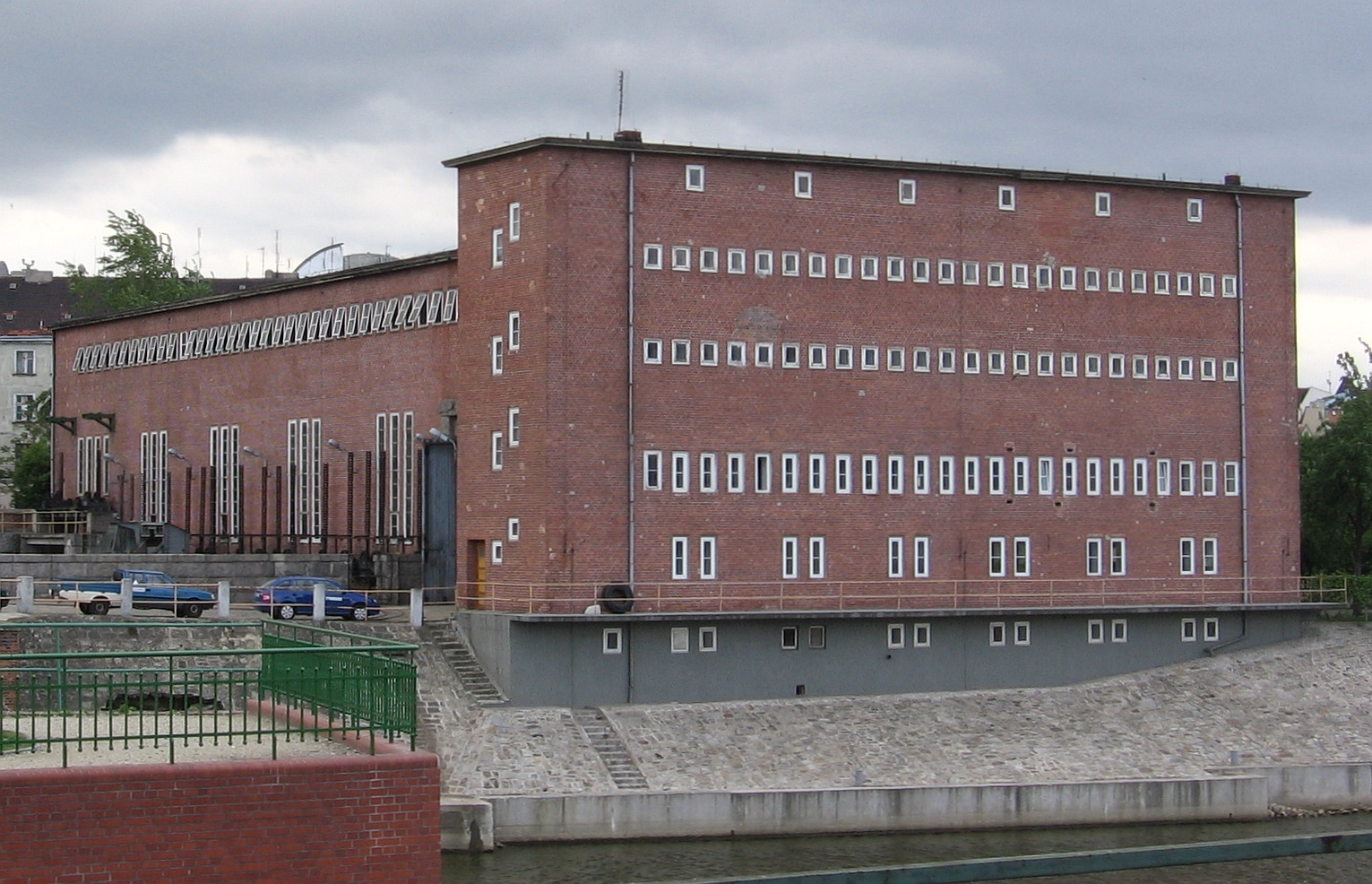
Elektrownia Południowa we Wrocławiu

Elektrownia mieści się na lewym brzegu rzeki.
W elektrowni zainstalowane zostały dwie turbiny Francisa firmy Escher-Wyss z generatorami firmy Siemens z 1924 roku, o mocy 800 kVA każdy oraz dwa czeskie turbozespoły Kaplana firmy ČKD Blansko z generatorami Skoda Pilzno o mocy 1600 kVA każdy z 1970 r. W celu zwiększenia produkcji prądu w tej elektrowni i w Elektrowni Wodnej Wrocław II, w 1959 roku na stopniu zwiększono poziom piętrzenia o 96 cm, poprzez przebudowę Jazu Elektrowni Wodnej Wrocław I i zmianę położenia roboczego klap na Jazie Elektrowni Wodnej Wrocław II. Jest to elektrownia przepływowa. Obie elektrownie wrocławskie należą do firmy Tauron Ekoenergia.
Budynek elektrowni w zakresie architektury został zaprojektowany przez Maxa Berga, a współpracowali z nim przy tym projekcie Ludwig Moshamer i Richard Konwiarz. Jaroslav Vonka i Robert Bednorz wykonali natomiast zdobienia i metaloplastykę. Elektrownia południowa dnia 10 sierpnia 1993 wpisana została do rejestru zabytków pod numerem 524/Wm.

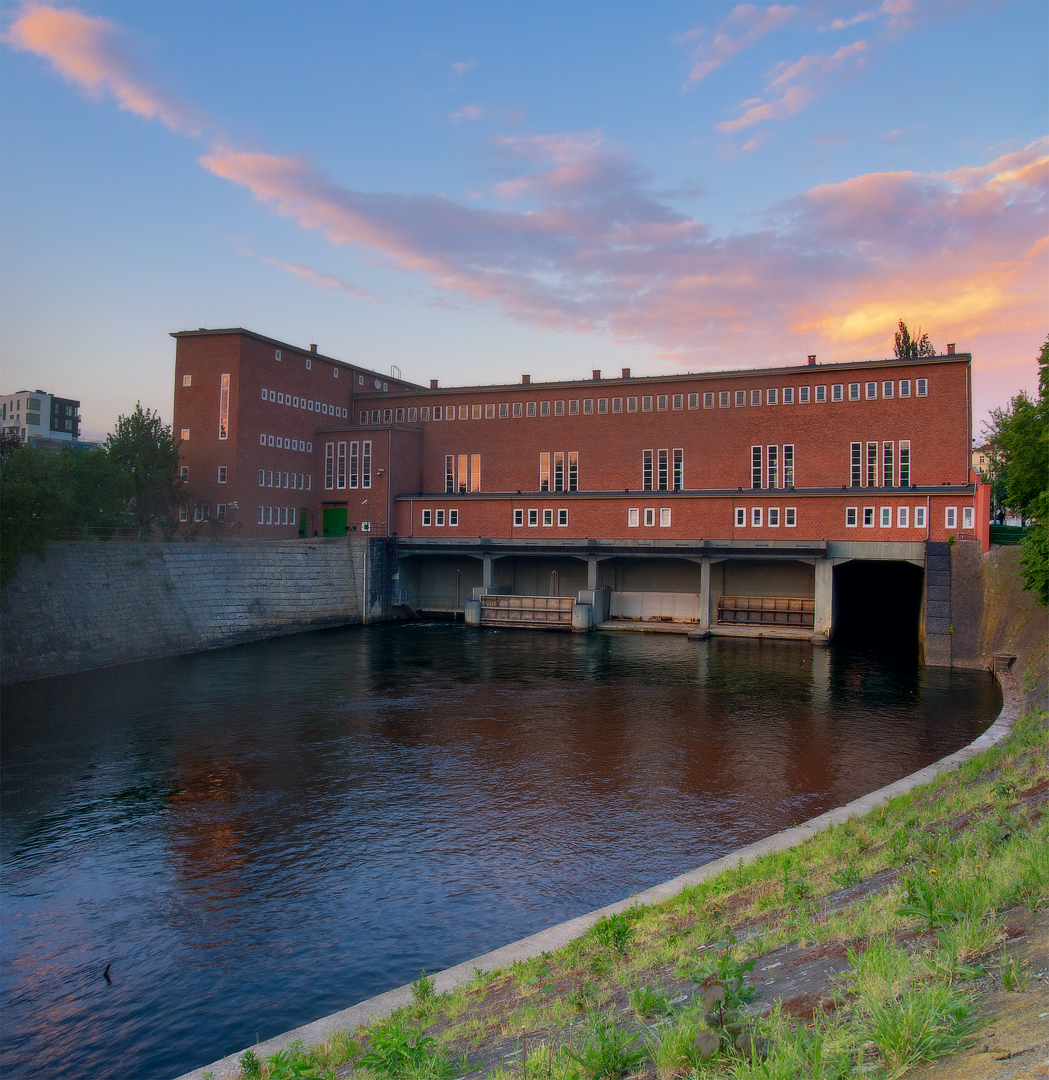
Stanowisko dolne elektrowni

## Zobacz też

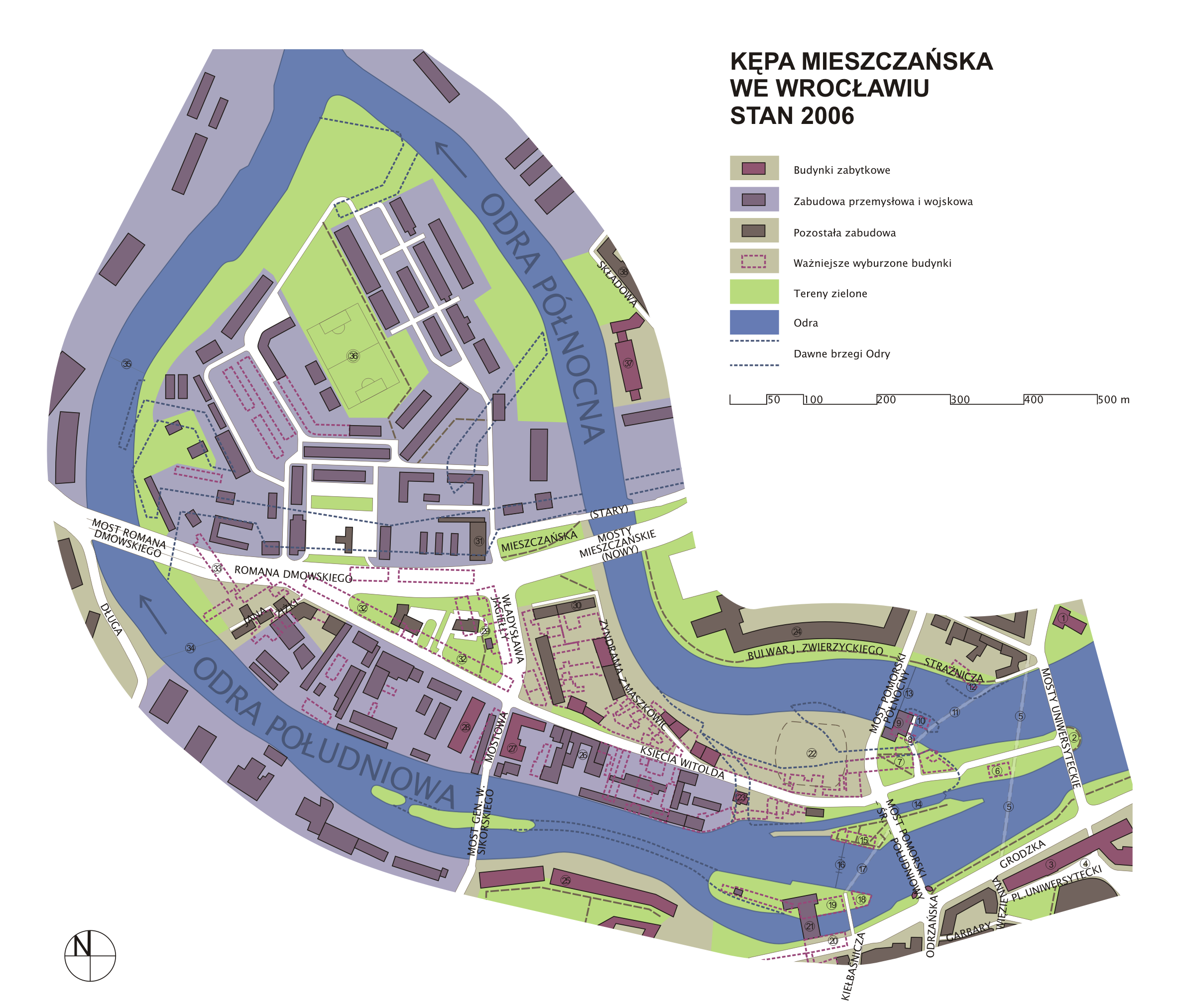
Elektrownia Wodna Wrocław I – nr 21